# NGC 1690
NGC 1690 est une petite galaxie elliptique située dans la constellation d'Orion. NGC 1690 a été découverte par l'astronome britannique John Herschel en 1831.

## Caractéristiques
Sa vitesse par rapport au fond diffus cosmologique est de 8 733 ± 30 km/s, ce qui correspond à une distance de Hubble de 128,8 ± 9,0 Mpc (∼420 millions d'al).
À ce jour, une mesure non basée sur le décalage vers le rouge (redshift) donne une distance d'environ 27,700 Mpc (∼90,3 millions d'al). Cette valeur est très loin à l'extérieur des valeurs de la distance de Hubble.
En raison d'une brillance de surface égale à 14,30 mag/am2, on peut qualifier NGC 1690 de galaxie à faible brillance de surface (LSB en anglais pour low surface brightness). Les galaxies LSB sont des galaxies diffuses (D) avec une brillance de surface inférieure de moins d'une magnitude à celle du ciel nocturne ambiant.

## Supernova
La supernova SN 2005ec a été découverte dans NGC 1690 le 16 septembre 2005 par N. Ponticello et W. Li dans le cadre du programme LOSS (Lick Observatory Supernova Search) de l'observatoire Lick.Cette supernova était de type Ia.